# Pimelea spinescens
Pimelea spinescens är en tibastväxtart. Pimelea spinescens ingår i släktet Pimelea och familjen tibastväxter.

## Underarter
Arten delas in i följande underarter:
- P. s. pubiflora
- P. s. spinescens